# 日香寺
日香寺（にちこうじ）は、鳥取県鳥取市に所在する日蓮正宗の寺院。山号は妙囿山（みょうゆうさん）。

## 起源と歴史
- 1666年（寛文6年）6月29日 - 建立される。開基は日蓮正宗大石寺第20世法主日典。願主は鳥取藩主池田光仲。
- 1812年（文化9年）- 後の大石寺第49世法主日荘が住職となる。
- 1813年（文化10年）- 後の大石寺第48世法主日量が訪問する。1832年（天保3年）にも訪問する。
- 1870年（明治3年） - 鳥取藩の命で日蓮宗芳心寺に合併する。
- 1882年（明治15年）10月24日 - 日蓮宗興門派(本門宗)寺院として再興される。
- 1900年（明治33年）- 大石寺とともに日蓮宗富士派の設立に参加。
- 1958年（昭和33年）10月29日 - 改築される。
- 2008年（平成20年）8月20日 - 本堂を新築する。

## 寺院周辺
- 鳥取県庁
- 鳥取市役所
- 鳥取県警察本部

## 交通アクセス
- 山陰本線鳥取駅から車で5分